# Ejendomsmarked
Ejendomsmarkedet er markedet for fast ejendom. Ejendomsmarkedet er karakteriseret ved at udbuddet er temmelig stabilt – der bliver almindeligvis ikke mere jord, og bygningsvoluminet vokser som regel kun via nybyggeri. Samtidig er efterspørgslen efter jord og etagemeter konstant stor, idet menneskene skal bruge plads til dækning af en række fundamentale behov, herunder fødevareproduktion og boliger.
I en række lande, herunder Danmark, er det almindeligt at låne til anskaffelsen af fast ejendom, og ejendomsmarkedet er således koblet sammen med det finansielle marked.
| Økonomi | Spire Denne artikel om økonomi er en spire som bør udbygges. Du er velkommen til at hjælpe Wikipedia ved at udvide den. |